# Rhynchozoon inclemens
Rhynchozoon inclemens är en mossdjursart som beskrevs av Gordon 1989. Rhynchozoon inclemens ingår i släktet Rhynchozoon och familjen Phidoloporidae. Inga underarter finns listade i Catalogue of Life.